# Preaek Prasab
Preaek Prasab är ett distrikt i Kambodja.   Det ligger i provinsen Kratie, i den centrala delen av landet, 150 km nordost om huvudstaden Phnom Penh.